# ビス(トリメチルシリル)水銀(II)
ビス(トリメチルシリル)水銀(II)（ビス(トリメチルシリル)すいぎん に、英: bis(trimethylsilyl)mercury(II)）は、化学式が (CH3)3-Si-Hg-Si-(CH3)3 と表される水銀の化合物である。

## 合成
ビス(トリメチルシリル)水銀は1963年にウィーベリ (Wiberg) が、ナトリウムアマルガムと臭化トリメチルシリルの反応によって初めて合成された。
{\displaystyle {\ce {{2Na}+ {Hg}+ TMSBr -> {TMS2Hg}+ 2NaBr}}}

## 反応
100-160 °Cで長時間加熱するか、エーテル溶液を光に当てることによってヘキサメチルジシランに分解する。
{\displaystyle {\ce {TMS2Hg -> {(CH3)3Si-Si(CH3)3}+ Hg}}}
塩化水素と反応させることで、塩化トリメチルシランとトリメチルシリルが生じる。
{\displaystyle {\ce {{TMS2Hg}+ HCl -> {TMSH}+ {TMSCl}+ Hg}}}